# 马弗炉
马弗炉（Muffle furnace），亦称隔离炉，是一种专门设计用于将被加热材料与燃料及其燃烧产物完全隔离开来的热处理设备。这一特性使得马弗炉能够提供一个纯净且可控的高温环境，广泛应用于科学研究、工业生产以及质量控制等领域。

## 历史背景
马弗炉的概念可以追溯到古代，当时人们使用简单的陶制或金属容器来保护物品免受火焰直接接触。随着时间的发展，这种原始的设计逐渐演变为更加复杂和高效的结构。在19世纪末期，随着工业革命的推进，对材料科学的研究需求增加，促使了马弗炉技术的进步。早期的马弗炉主要依赖煤炭或木柴作为能源，但随着20世纪初电气化时代的到来，电加热元件开始取代传统燃料，从而提高了温度控制精度，并减少了操作过程中产生的污染。

## 结构与工作原理
典型的马弗炉由一个耐火材料制成的外壳组成，内部则包含了一个密封的工作腔室。该腔室通过一层或多层隔热材料与外部世界隔绝，以确保热量不会轻易流失。现代马弗炉通常采用电阻丝或其他形式的电热元件作为加热源，这些元件布置于腔室内壁周围，能够快速而均匀地提升内部温度至预定水平。此外，许多高级型号还配备了精密控制系统，允许用户设定并维持特定的加热曲线，这对于某些敏感实验至关重要。
现代马弗炉通常采用前装式箱式结构，其内部有一个由耐火材料制成的密封腔室。该腔室通过高效的隔热层与外部环境隔绝，确保热量集中在内部空间中。加热元件一般位于腔室内壁或顶部，可以是电阻丝、硅碳棒或二硅化钼等材料。这些先进的加热元件允许马弗炉达到非常高的工作温度，某些型号甚至能产生高达1,800摄氏度（3,272华氏度）的温度。